# Phyllagathis longispicata
Phyllagathis longispicata är en tvåhjärtbladig växtart som först beskrevs av Célestin Alfred Cogniaux, och fick sitt nu gällande namn av J.F. Maxwell. Phyllagathis longispicata ingår i släktet Phyllagathis och familjen Melastomataceae. Inga underarter finns listade i Catalogue of Life.